# Палицы (Московская область)
Палицы́ — деревня в Одинцовском районе Московской области, в составе сельского поселения Ершовское. Население 29 человек на 2006 год, в деревне числятся 5 садовых товарищества. До 2006 года Палицы входили в состав Аксиньинского сельского округа.
Деревня расположена на северо-западе района, в 10 километрах на северо-восток от Звенигорода, высота центра над уровнем моря 170 м.

## Население
| 2002 | 2006 | 2010 |
| ---- | ---- | ---- |
| 29   | →29  | ↗52  |

## История
Впервые в исторических документах деревня упоминается в 1537 году, как сельцо Полицы, вотчина звенигородского сына боярского Казарина Петелина сына Губцева, по описанию 1678 года имелось 4 двора и 17 душ, на 1786 годсельцо Палицы значилось с 52 ревизскими душами. По Экономическим примечаниям 1800 года в 15 дворах проживало 69 мужчин и 67 женщин. На 1852 год в сельце числилось 20 дворов, 59 душ мужского пола и 62 — женского, в 1890 году — 154 человека. По Всесоюзной переписи 17 декабря 1926 года числилось 28 хозяйств и 163 жителя, по переписи 1989 года — 8 хозяйств и 7 жителей.

## Известные жители
Жил и умер учёный-историк Трухановский (1914—2000)